# Opisthacantha
Opisthacantha är ett släkte av steklar. Opisthacantha ingår i familjen Scelionidae.

## Dottertaxa tillOpisthacantha, i alfabetisk ordning[1]
- Opisthacantha americana
- Opisthacantha atrata
- Opisthacantha australica
- Opisthacantha bengalensis
- Opisthacantha bifasciata
- Opisthacantha citreicoxa
- Opisthacantha cleora
- Opisthacantha daira
- Opisthacantha divina
- Opisthacantha dunensis
- Opisthacantha flavescens
- Opisthacantha flavipes
- Opisthacantha giraulti
- Opisthacantha guyanensis
- Opisthacantha harnata
- Opisthacantha hawaiiensis
- Opisthacantha hemara
- Opisthacantha indica
- Opisthacantha infortunata
- Opisthacantha javanica
- Opisthacantha keralensis
- Opisthacantha kiefferi
- Opisthacantha maxillosa
- Opisthacantha mellipes
- Opisthacantha montana
- Opisthacantha nigriceps
- Opisthacantha nigriclavis
- Opisthacantha nigricollis
- Opisthacantha nigricornis
- Opisthacantha norfolcensis
- Opisthacantha nubila
- Opisthacantha oahuensis
- Opisthacantha pallida
- Opisthacantha perkinsi
- Opisthacantha punctaticeps
- Opisthacantha ruficeps
- Opisthacantha rufithorax
- Opisthacantha sagittifera
- Opisthacantha selene
- Opisthacantha sparna
- Opisthacantha spinosa
- Opisthacantha striatifrons
- Opisthacantha striativentris
- Opisthacantha tarsalis
- Opisthacantha unicolor
- Opisthacantha wilderi